# Iliana Lolic
Iliana Lolic est une actrice, réalisatrice et scénariste française.

## Biographie
Iliana Lolic joue pour la première fois en 1986 dans le court métrage Les Petits Coins, sélectionné à Cannes, de Pascal Aubier. Par la suite, elle joue dans plusieurs téléfilms et séries (notamment Orages d'été, avis de tempête et Joséphine, ange gardien). Ce n'est qu'en 1990 qu'elle se retrouve à nouveau sur grand écran dans Los Angeles de Damian John Harper.
Elle est également connue pour ses collaborations avec Pascal Bonitzer et jouera dans Je pense à vous en 2006. De cette rencontre naît chez elle une appétence pour la réalisation : elle réalise le making-of du Grand Alibi en 2008 de Pascal Bonitzer. En 2015, elle joue Tina, la mère de Nora - personnage principal, dans Tout de suite maintenant, de Pascal Bonitzer dont elle est l'épouse.
En 2002, Iliana Lolic a réalisé son premier court-métrage intitulé Comment tu t'appelles ? et c'est en 2009 qu'elle réalise son premier long-métrage Je ne dis pas non, fantaisie sentimentale avec Sylvie Testud, Stefano Accorsi et Laurent Stocker.

## Filmographie

### Actrice

#### Longs métrages
- 2019 : Les Envoûtés de Pascal Bonitzer (Pilar)
- 2015 : Tout de suite maintenant de Pascal Bonitzer (Tina)
- 2012 : Cherchez Hortense de Pascal Bonitzer (Véra)
- 2009 : Ne te retourne pas de Marina de Van (joueurs cercle)
- 2006 : En souvenir de nous de Michel Léviant (Colombe)
- 2006 : Le Prestige de la mort de Luc Moullet (Xavière)
- 2006 : Je pense à vous de Pascal Bonitzer (Myriam)
- 2001 : Les Naufragés de la D17 de Luc Moullet (Anne)
- 1995 : Le Fils de Gascogne de Pascal Aubier : Elle-même
- 1990 : Los Angeles de Damian John Harper (Natalia)

#### Courts métrages
- 2007 : La Promenade de Marina de Van (Nancy)
- 2006 : Le Litre de lait de Moullet (la mère)
- 2001 : Le Système Zsygmondy de Moullet (la deuxième randonneuse)
- 2000 : Iliana Lolic fait l'éloge de Luc Moullet, Carnets filmés de Gérard Courant (elle-même)
- 1998 : Au champ d'honneur de Moullet
- 1996 : Le Fantôme de Longstaff de Moullet (Diane)
- 1994 : Rock'n'roll Control[6] de Frédéric Saurel
- 1992 : Caralba d'Elsa Chabrol (la femme du couple)
- 1987 : La Sauteuse (de l'ange) de Pascal Aubier
- 1987 : Chez le médecin de Pascal Aubier (la jeune femme)
- 1986 : Les Petits Coins de Pascal Aubier

### Réalisatrice

#### Longs métrages
- 2008 : Je ne dis pas non (long-métrage)

#### Courts métrages
- 2002 : Comment tu t'appelles ?
- 2000 : Play

### Productrice
- 2002 : Comment tu t'appelles ? (court-métrage)[6]

### Équipe technique

#### Longs métrages
- 2007 : Le Grand Alibi de Bonitzer (making-of)

#### Courts métrages
- 2008 : Je ne dis pas non (scénariste)
- 2006 : En souvenir de nous (co-scénariste)[7]
- 2002 : Comment tu t'appelles ? (scénariste)[8]
- 2000 : Play (scénariste)

### Télévision

#### Téléfilms
- 1998 : Un taxi dans la nuit[9] d'Alain-Michel Blanc (Gina)
- 1994 : Dark Desires: Eva[9] de Klaus Biedermann (Louise)
- 1990 : Le Lien du sang de Pierre Lary (Nadia)

#### Séries télévisées
- 2002 : Marc Eliot (la taulière, épisode Un beau salaud)
- 1997 : Joséphine, ange gardien (Dr Rossignol, épisode L'Enfant oublié)
- 1996 : Une femme d'honneur (la maman, épisode La Femme battue)
- 1990 : Orages d'été, avis de tempête (épisodes 1, 2, 3, 4, 5, 6, 7, 8, 9)
- 1990 : S.O.S disparus (Fati, épisode Fati et ses frères)
- 1989 : Tantie[8]
- 1988 : M'as-tu vu ? (épisode Le Triangle d'or)